# Об’єднання Албанії та Косова

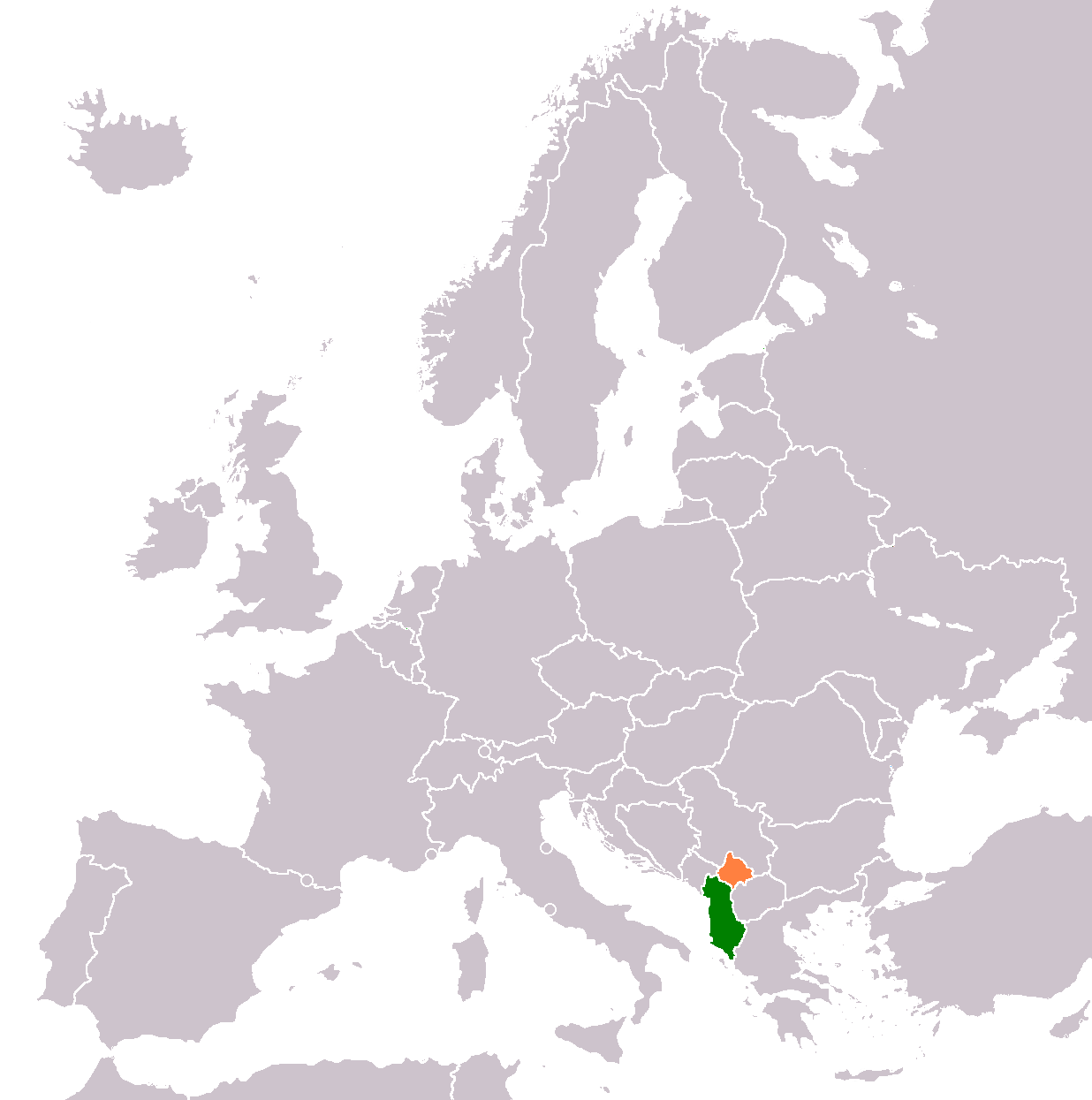
Розташування Албанії (зелене) та Косово (помаранчеве) в межах Європи

Об’єднання Албанії та Косово — це політична ідея, яка відродилася з моменту проголошення Косово незалежності у 2008 році. Ця ідея була пов’язана з іредентистською концепцією Великої Албанії. Станом на 2010-ті 93% громадян Косова є етнічними албанцями. 
Уніфікації на практичному рівні вже досягнуто. Населення Косово переважно албанське. Косово та Албанія мають спільні адміністративні сектори, такі як освіта, поліція та зовнішня політика. 

## Історія
Під час протестів 1981 року в Косово Югославія побоювалася потенційного об'єднання Косова з Албанією. На початку 90-х років висловлювання албанських політиків були суперечливими. Політичний активіст Укшин Хоті, засновник Партії Албанського національного союзу, яку в кінцевому підсумку вбила сербська поліція в 1999 році, був дуже гучним прихильником об'єднання Косово з Албанією. У 2001 році Арбен Імами, політик з Демократичної партії Албанії, заявив, що об'єднання Косово з Албанією має бути партійною метою, але ця заява була зустрінута з критикою всередині його власної партії.
План Ахтісаарі зумовив незалежність Косово, прийнявши багатоетнічну "косовську", а не албанську ідентичність. Тим не менше, опитування Gallup показали, що 75% косовських албанців воліли б жити об'єднаними з Албанією в одній країні. Така ж підтримка спостерігалася в Албанії, де 68% громадян Албанії віддали перевагу об'єднанню Албанії з Косово. У 2017 році деякі основні албанські політики, такі як Бен Блуші, виступили на підтримку об'єднання. У Косово найбільша опозиційна партія "Ветевендосьє" підтримує об'єднання. 
У травні 2019 року президент Хашим Тачі запропонував провести референдум щодо об'єднання Косово та Албанії, якщо повільний інтеграційний процес з боку Європейського Союзу не прискориться. Однак деякі просто розглядають це як спробу Тачі "утримати себе в центрі уваги", без реального наміру об'єднати дві країни.

## Громадська думка
Станом на січень 2020 року, в Албанії об’єднання з Косовом підтримують 74,8% опитаних. У Косові відсоток підтримки уніфікації дещо нижчий – близько 64%. 
Проти об’єднання особливо налаштовані міські жителі, як в Албанії, так і в Косові. Аргументи проти об'єднання різні, але віра в те, що дві країни окремо житимуть краще, переважає.
Респонденти в Албанії, які вважають, що об'єднання можливе, дотримуються думки, що ключовим фактором у його реалізації буде міжнародне співтовариство, опитані з Косова поділяють думку, що такий сценарій може бути реалізований тільки лідерами двох країн.
Незважаючи на опитування, що підтримують об'єднання Косово з Албанією, метою албанських політиків є вступ до ЄС, а не національне об'єднання. Деякі римо-католицькі та православні християнські албанці побоюються, що будь-яке можливе об'єднання балканських територій, яке приведе до нової держави значну кількість мусульман, може призвести до посилення "мусульманізації" Албанії.